# Kurt von Burgsdorff
Kurt von Burgsdorff, född 16 december 1886 i Chemnitz, död 26 februari 1962 i Starnberg, var en tysk promoverad jurist och nazistisk politiker. Han var därtill Gruppenführer i SA. von Burgsdorff var under andra världskriget understatssekreterare i Riksprotektoratet Böhmen-Mähren och senare guvernör i distriktet Krakau i Generalguvernementet.

## Biografi
von Burgsdorff studerade rättsvetenskap och promoverades till juris doktor 1911. 
Från 1933 till 1937 var von Burgsdorff understatssekreterare under Karl Fritsch vid det sachsiska inrikesministeriet. Efter meningsskiljaktigheter med Gauleiter Martin Mutschmann förflyttades han till Leipzig som Kreishauptmann. År 1939 inrättades Riksprotektoratet Böhmen-Mähren och von Burgsdorff utsågs då till understatssekreterare under Karl Hermann Frank. År 1942 inkallades han till Wehrmacht och placerades i en infanteridivision på östfronten. Den 2 april 1943 förlänades han Riddarkorset av Järnkorset.
Den 1 december 1943 utnämndes von Burgsdorff av Hans Frank till guvernör för distriktet Krakau i Generalguvernementet, den del av Polen som inte införlivades med Tyska riket. I maj 1946 utlämnades von Burgsdorff till Polen, där han 1948 dömdes till tre års fängelse; han frisläpptes i juli 1949.